# Géographie de la Marne
Pour un article plus général, voir Marne (département).

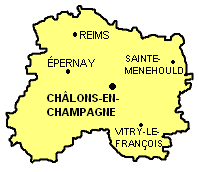
Carte de la Marne

La Marne est un département du quart nord-est de la France, dans la région Champagne-Ardenne. D'une superficie de 8 162 km2, la Marne est le septième département le plus étendu de France métropolitaine. Elle mesure 116 km d'ouest en est, de Villeneuve-la-Lionne à Trois-Fontaines-l'Abbaye, et 97 km du nord au sud, de Cormicy à Clesles. Elle est entourée de six départements : les Ardennes au nord, l'Aisne et la Seine-et-Marne à l'ouest, l'Aube et la Haute-Marne au sud, ainsi que la Meuse à l'est.
Vu d'ensemble, le département offre l'aspect d'une vaste plaine nue, bordée à l'ouest et à l'est par des massifs peu élevés : l'Argonne, la Brie champenoise et la montagne de Reims. C'est dans cette dernière que la Marne atteint son point culminant à 286 m d'altitude, près de Verzy. Si la plaine centrale, dite « Champagne crayeuse » est recouverte de grandes cultures, les collines externes sont le plus souvent boisées ou, pour les coteaux de l'ouest, accueillent le vignoble de Champagne.

## Géographie physique
| \| Champagne crayeuse Montois Perthois Argonne Montagne de Reims L'Aube La Marne La Vesle \| Carte topographique et localisation des régions naturelles dans le département |
| Champagne crayeuse Montois Perthois Argonne Montagne de Reims L'Aube La Marne La Vesle                                                                                      |

### Géologie
Le département de la Marne est constitué essentiellement de la partie est du Bassin parisien. Les couches les plus récentes, datant du Tertiaire, se situent à l'ouest, les plus anciennes sont à l'est et datent du Jurassique. Toutes ces couches sédimentaires sont faiblement inclinées vers l'ouest et ce sont elles qui permettent de déterminer trois régions géologiques, et par voie de conséquence géographiques (parce qu'elles créent des reliefs différents) : Champagne crayeuse, Champagne humide et massif de l'Argonne.

La Champagne crayeuse est formée de sols très perméables, en général des craies du Crétacé supérieur (entre -100 et -66 millions d'années), ce qui explique l'ancienne dénomination de Champagne sèche.

La Champagne humide est située au sud-est de la Champagne crayeuse. Elle est formée du Perthois et du Pays du Der. On y trouve surtout des formations argileuses et sableuses datant du Crétacé inférieur (entre -145 et -100 millions d'années).

Le massif de l'Argonne est composé de formations calcaires du Jurassique supérieur ou Malm (entre -161 et -145 millions d'années).

Paysages de la Marne :
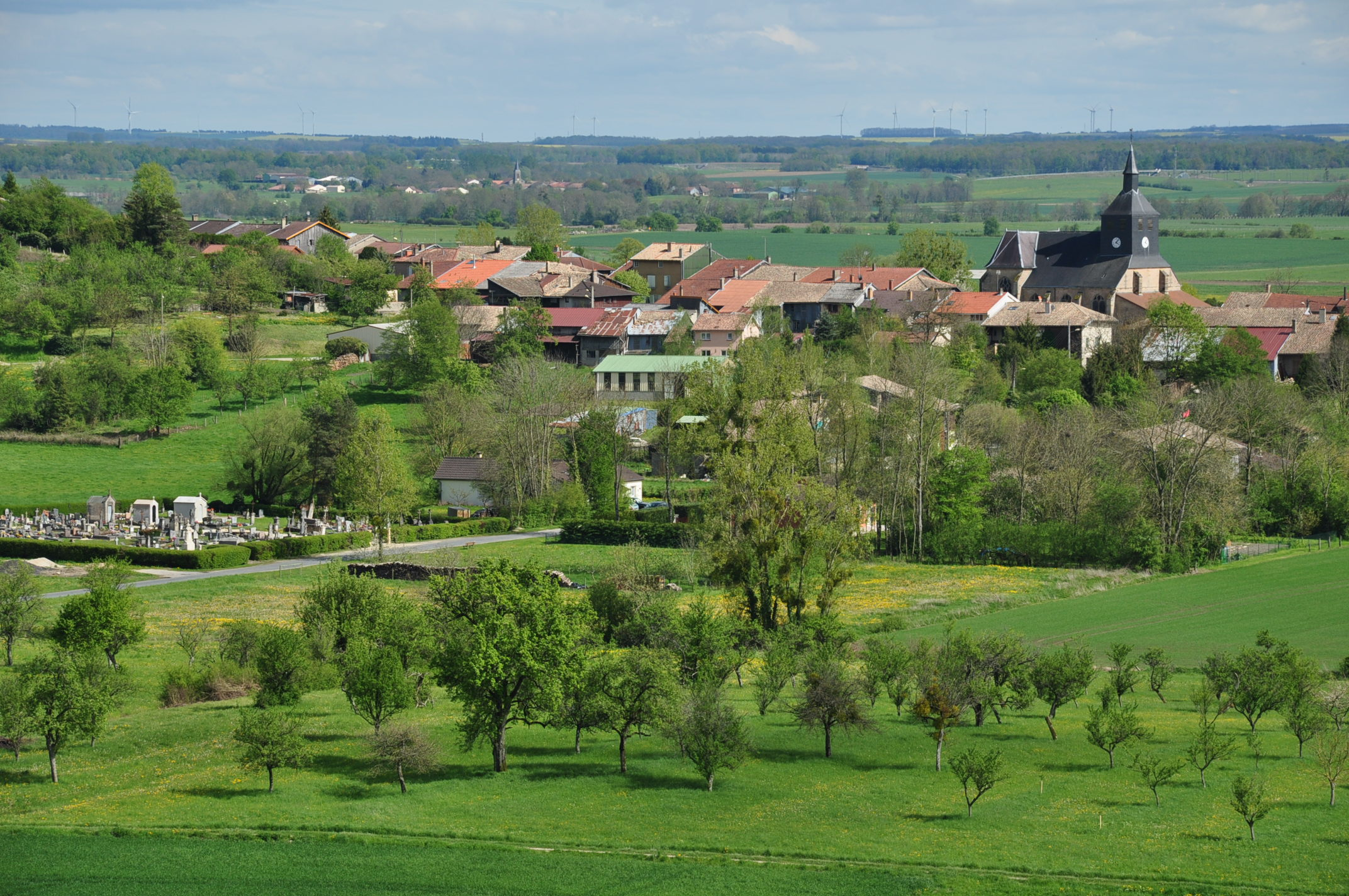
Passavant-en-Argonne à l'est.
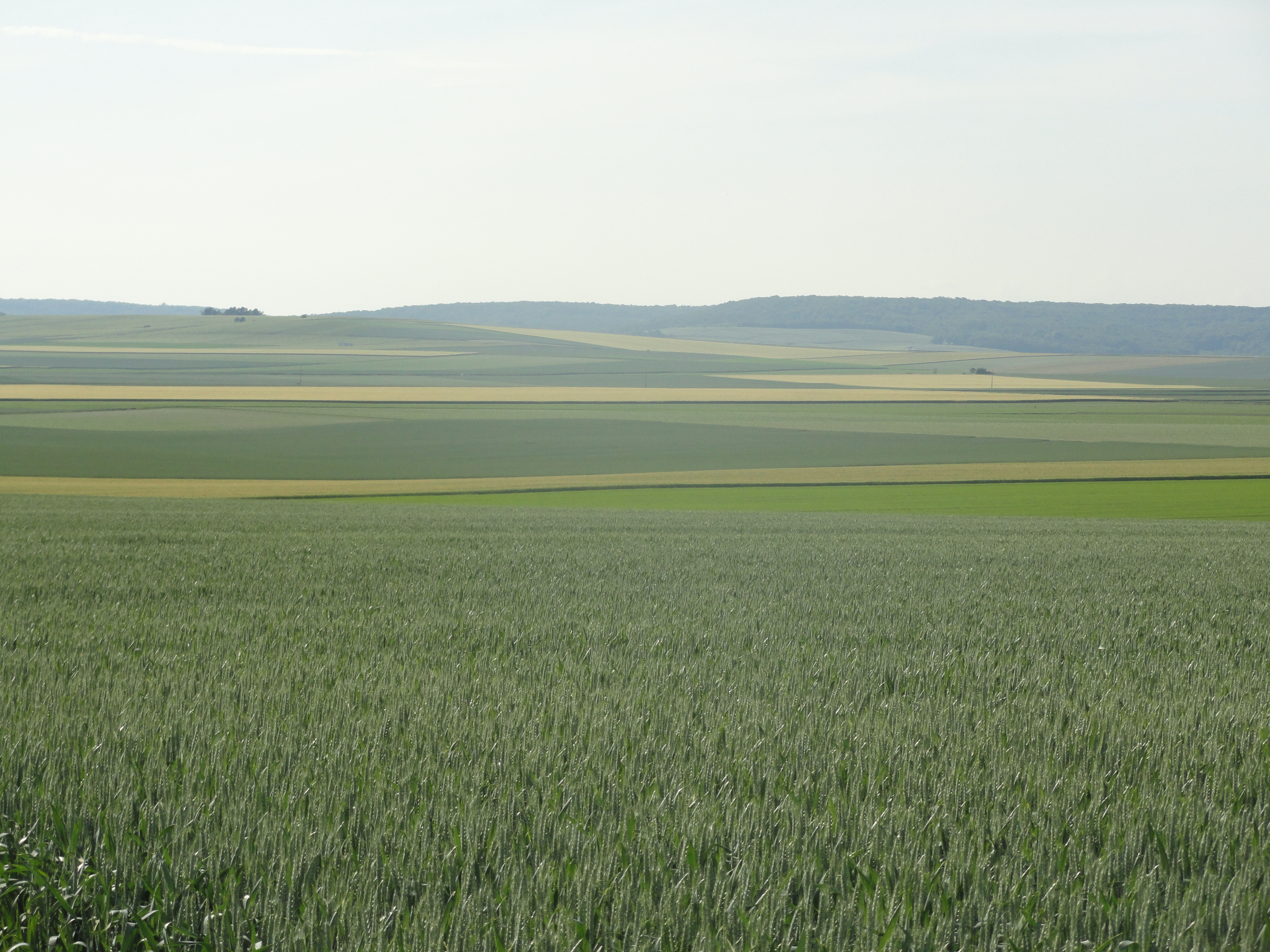
Champagne crayeuse, à Tours-sur-Marne, au centre.
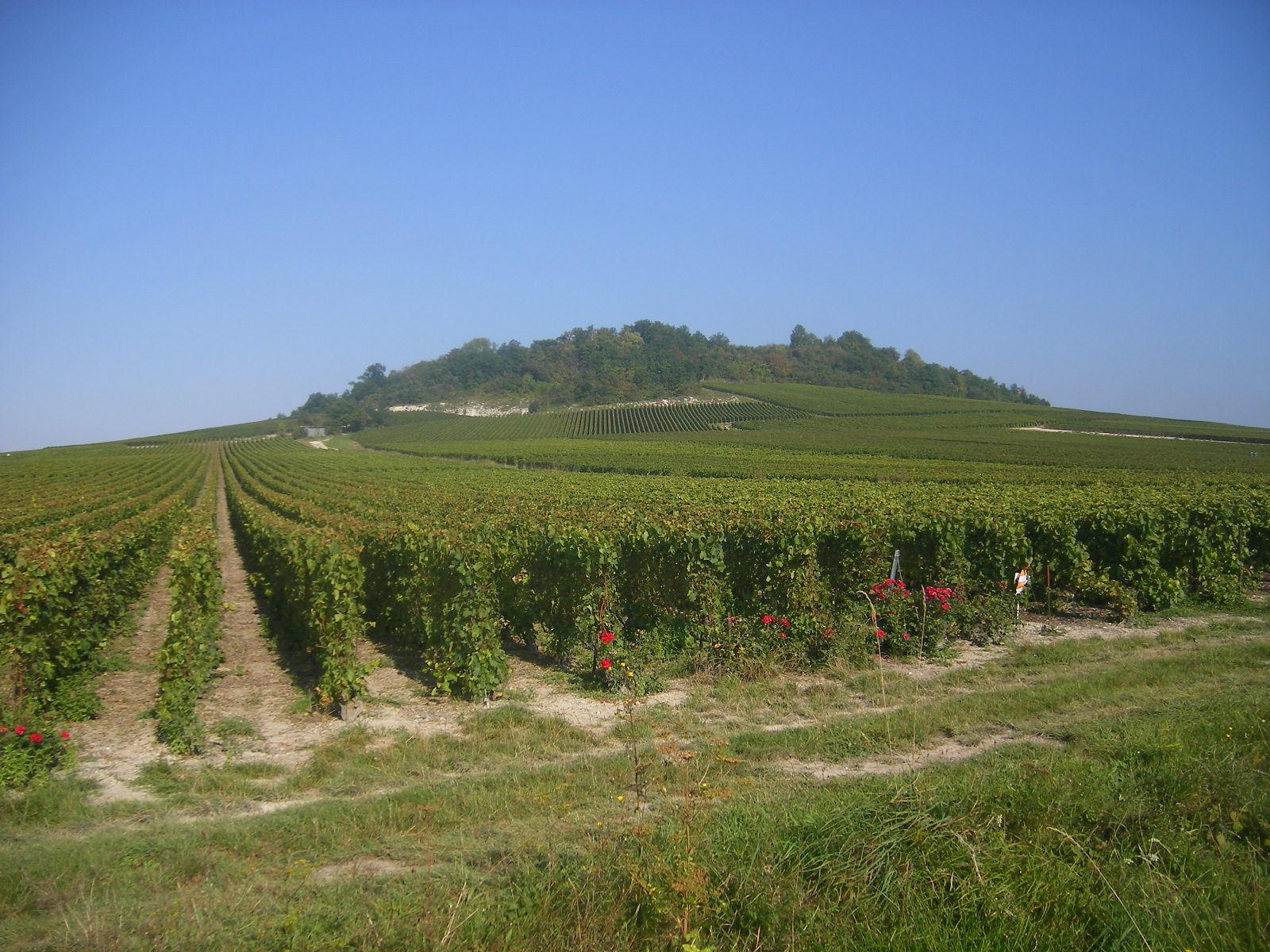
Le vignoble du mont Aimé à Bergères-lès-Vertus, vers le centre.
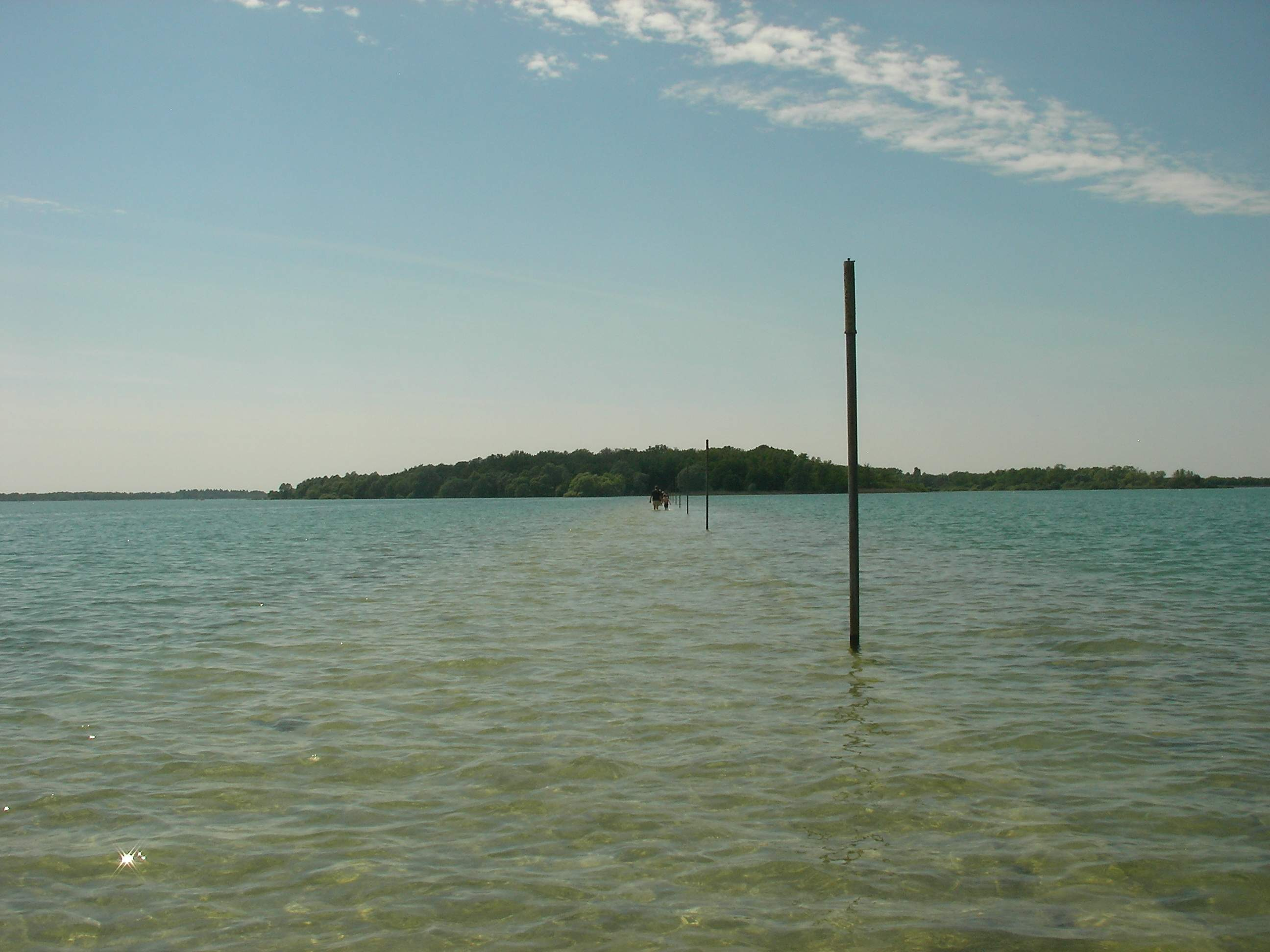
Digue du lac du Der-Chantecoq, au sud-est.

### Plaines et collines
On peut donc distinguer dans la Marne trois régions géographiques : une région plate de moins de 200 mètres d'altitude, au centre du département, et deux régions plus accidentées et un peu plus élevées dont nombre de points, surtout à l'ouest, atteignent ou dépassent les 200 mètres.

#### Plaine de Champagne
La région plate qui occupe tout le centre du département de la Marne ainsi qu'une partie de ceux de l'Aube et des Ardennes s'appelle la « Champagne crayeuse » ou « pouilleuse ». C'est une vaste plaine crayeuse, peu arrosée par ses rares ruisseaux et par des pluies également rares qui filtrent dans un sol naturellement peu fertile, cependant enrichi par le travail et des amendements. La qualification de « pouilleuse » tirerait son origine de la menthe pouliot, une plante aromatique qui croît spontanément dans cette région, et qu'on appelle vulgairement « pouilleux » ou « pouillou ».
Dans cette région sont implantés les camps militaires de Mourmelon et de Suippes.
L'altitude y varie de 60 à 160 mètres. Deux massifs isolés dominent cette plaine. Ce sont le Mont-de-Berru (267 mètres), et le Mont-Haut (257 mètres) que l'on rencontre dans la partie nord du département, à l'ouest de Reims. Le point le plus bas du département, au nord de Cormicy, est à 52 mètres d'altitude.

#### Collines de l'est
La région accidentée de l'est comprend :
- les collines de Champagne, qui forment la bordure naturelle de la Champagne pouilleuse, vers laquelle elles s'inclinent en pente très douce, tandis qu'elles s'élèvent assez brusquement sur le versant opposé. Ces collines, qui établissent la transition entre la plaine de Champagne et la région de l'est, ont 209 mètres d'altitude à l'Arbre-de-Pierre-des-Vignes, au sud. Elles s'abaissent pour laisser passer la Marne, se relèvent ensuite et atteignent 238 mètres d'altitude à l'ouest de Bussy-le-Repos, 229 au mont de la Serre, redescendant à 200 au plateau de Valmy, à 202 à l'ouest de Courtémont, à 204 près de Perthes-lès-Hurlus et de La Croix-en-Champagne, et à moins de 200 vers la frontière des Ardennes.
- à l'est de l'Aisne et de l'Ante, une ramification de l'Argonne occidentale, suite de collines et de plateaux boisés qui couvrent une partie du département de la Meuse. L'Argonne atteint 263 mètres à la Côte-des-Cerfs et 235 mètres à Florent-en-Argonne.
- entre l'Argonne et la Marne, les collines peu élevées et la plaine du Perthois, pays fertile et bien arrosé, boisé à l'est. Les collines les plus élevées sont le Mont-de-Fourche au nord de Vitry-le-François (208 m), les collines de Trois-Fontaines (219 m) et de Sermaize-les-Bains (201 m).
- le Bocage, ou Champagne humide au sud de la Marne, où l'on ne trouve que de petites collines, des bois et de nombreux étangs.

#### Collines de l'ouest
La région accidentée de l'ouest, sur les pentes orientales de laquelle s'étagent de riches vignobles, comprend :
- la montagne de Saint-Thierry, au nord de la Vesle. Le point le plus élevé de ce massif, à l'est de Bouvancourt, culmine à 218 mètres d'altitude.
- la montagne de Reims, entre la Vesle et la Marne, riche en forêts et vignobles. On y trouve le point culminant du département, la montagne de Verzy, 283 mètres d'altitude. Les collines de la montagne de Reims, 274 mètres au Mont-Joli, 265 au nord de Fleury-la-Rivière, s'abaissent vers l'ouest dans le pays appelé autrefois Tardenois, où elles ne dépassent pas 240 mètres.
- les collines de Vertus, entre la Marne et le Petit Morin, couvertes de forêts et d'étangs au nord du Surmelin, de vignobles sur les pentes de l'est. Plus élevées au nord qu'au sud, ces collines ont 252 mètres près d'Igny, 240 au nord de Vertus, 243 au nord de Loisy, 234 à Champaubert et moins de 200 à la frontière du département, dans la Brie champenoise. On rencontre à l'est, isolés du massif, le mont Aimé (240 mètres), les collines de Charmont (210) et de Toulon (239 mètres).
- les collines de Sézanne,  entre le Petit Morin et la Seine, également boisées à l'est. S'élevant à 233 mètres près d'Allemant, à 212 au nord de Sézanne, à 207 près de Fontaine-Denis, elles vont en s'abaissant vers l'ouest, où elles sont plus nues et où elles ne dépassent plus 200 mètres d'altitude. À l'est d'Allemant, isolé du groupe principal, on trouve le mont Août (221 mètres).

### Hydrographie

#### Cours d'eau
Le département de la Marne est arrosé par des ruisseaux, des rivières et un fleuve, la Seine, qui n'a dans ce département qu'un parcours de vingt kilomètres. Elle y entre à l'extrémité méridionale, reçoit l'Aube plus large qu'elle, et rentre aussitôt dans le département de l'Aube. D'ailleurs toutes les eaux du département s'écoulent dans ce fleuve par le moyen de trois de ses affluents : l'Aube, la Marne, et l'Oise à laquelle elles sont amenées par l'Aisne.
L'Aube parcourt 17 de ses 225 km dans le département. Après avoir pris sa source dans la Haute-Marne et traversé le département auquel elle donne son nom, la rivière, devenue navigable, entre dans le département de la Marne, où presque aussitôt elle se jette dans la Seine, à Marcilly-sur-Seine. L'Aube apporte à la Seine 41 mètres cubes d'eau par seconde en moyenne, et au plus bas étiage, lui donne encore 18 mètres cubes par seconde. Avant de se jeter dans la Seine, l'Aube reçoit, sur sa rive droite, divers cours d'eau venant du département de la Marne : la Droye (affluent de la Voire), le Meldançon, le Puits, la Superbe formée de la réunion du ruisseau des Auges (dérivation du Grand-Morin) avec la Vaure grossie de la Maurienne, et enfin le Saudoy. Ce dernier seul a son confluent dans le département.
La Marne parcourt environ 169 km dans le département, sur ses 525 km. Naissant au plateau de Langres, elle entre près d'Ambrières dans de département de la Marne auquel elle a donné son nom. Elle décrit une grande courbe du sud-est à l'ouest et quitte le département en aval de Dormans pour entrer dans celui de l'Aisne. La pente totale de la Marne dans le département est de 60 mètres (125 m à l'entrée moins 65 m à la sortie), donc de 0,35 mètre par kilomètre en moyenne. À sa sortie du département, l'étiage est de 9 mètres cubes ; en moyenne, elle apporte 110 mètres cubes à la Seine, et quelquefois un volume six fois plus grand, au temps des grandes crues. Elle est longée par un canal qui commence en amont à Saint-Dizier (Haute-Marne) et finit à Cumières, en aval d'Épernay dans le département. Avec ses affluents, nombreux à cet endroit, la Marne a formé, dans le pays de Vitry, de riches terrains d'alluvions ; elle en a aussi formé une bande assez étroite entre Châlons-en-Champagne et Épernay. À partir de cette ville, elle coule dans une vallée fort pittoresque, dont les paysages ont été souvent reproduits par les peintres.
La Marne reçoit divers affluents arrosant le département. Viennent sur sa rive droite : l'Orconté ou ru d'Or, grossi de la Censière ; la Saulx grossie de l'Ornain, de la Chée, qui reçoit elle-même la Vière, et de la Bruxenelle ; le Fion ; la Moivre ; le Livre ; la Semoigne. Et de sa rive gauche, elle reçoit : la Blaise ; la Cheronne qui longe la Marne sous les noms de Guenelle et de rivière d'Isson ; la Coole ; la Gironde ; la Somme-Soude formée de la Somme et de la Soude et grossie de la Berle ; la rivière des Tarnauds ; le Cubry grossi du Sourdon ; le Flagot ; hors du département où il a pris naissance, le Surmelin, grossi de la Dhuis, qui reçoit le ruisson de Verdon ; le Petit Morin qui traverse le marais de Saint-Gond où il reçoit le Cubersault, et a son confluent à La Ferté-sous-Jouarre (Seine-et-Marne) ; le Grand Morin qui envoie à l'Aube une dérivation, le ruisseau des Auges, et est successivement grossi du ru de la Noue, du ru de Bonneval et de l'Aubetin. Le Grand-Morin se jette dans la Marne en aval de Meaux.
Enfin, l'Aisne parcourt environ un cinquième de ses 280 kilomètres dans le département. L'Aisne prend sa source à Sommaisne dans l'Argonne (Meuse), entre bientôt dans le département de la Marne, à Charmontois-l'Abbé, et sort de ce département en aval de Servon-Melzicourt. Elle se jettera plus loin dans l'Oise en amont de Compiègne, affichant alors un débit de 65,4 mètres cubes d'eau par seconde. Dans le département, l'Aisne ne reçoit sur sa rive droite que le Hardillon et la Biesme. Sur sa rive gauche, ses affluents sont : l'Ante ; l'Auve grossie de la Yèvre ; la Bionne.

### Climat
Le climat de la Marne est un climat de type océanique dégradé, sous l'influence du climat continental. Les hivers sont frais, les étés doux, et les pluies assez fréquentes mais peu abondantes (335 mm en 2020).

## Géographie humaine

### Transports et infrastructures
La Marne est traversée :
- par le TGV est d'ouest en est qui dessert deux gares (Bezannes et Reims centre) et met Paris à 45 min, Strasbourg à 2 h 30.
- par l'autoroute est qui relie le département à Paris (1 h), Metz (1 h 45), Verdun (1 h 15), Strasbourg (3 h).
- par l'autoroute nord sud qui dessert Lille (1 h 45) et Lyon (4 h).
- par l'aéroport de Vatry qui est orienté plus vers le fret.
- par la Marne qui traverse de sud-est en ouest.
- par le réseau ferré du TER.
- par une arborescence routière.
- par le canal.

Ce qui permet à la Marne d'être connecté avec les territoires voisins et le réseau européen.